# 신불습합
신불습합(일본어: 神仏習合)은 일본의 토착신앙인 신토와 외래신앙인 불교가 융합해 하나의 신앙체계로서 재구성된 종교현상을 말한다.

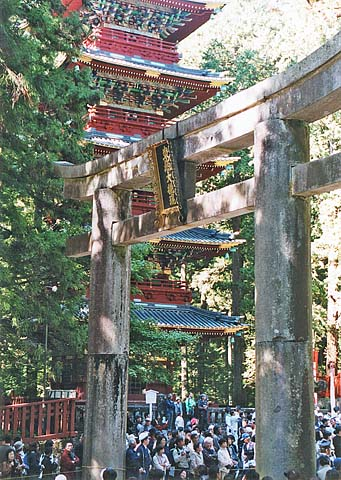
도리이와 오층탑(닛코 도쇼구)

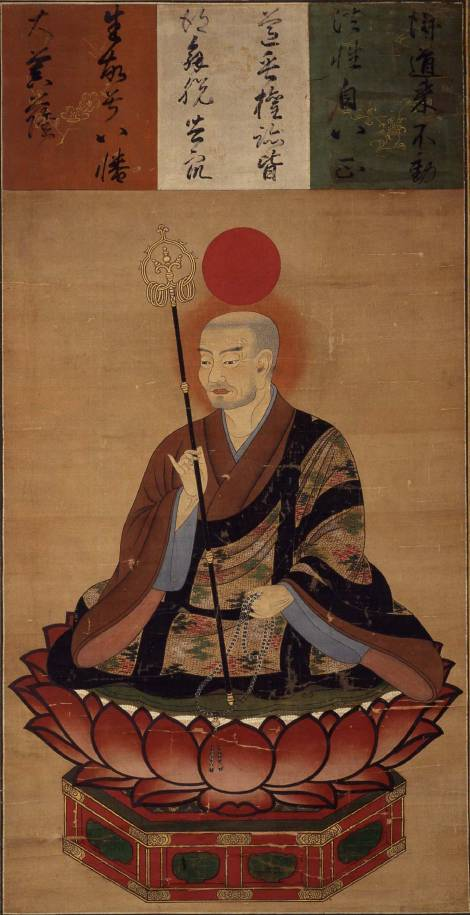
승형 하치만 신

일본에 불교가 도래한 당시에는 「불교가 주, 신토가 순」이라는 신앙이 자리잡으며 헤이안 시대에는 신전에서의 독경이나, 신에게 보살호를 붙이는 행위가 점차 늘어났다. 곧 일본에서 "불, 보살이 만일 신의 모습이 되었다"는 본지수적이라는 개념이 나타났다. "아미타불의 수적(垂迹)이 하치만 신" "대일여래의 수적이 아마테라스"라는 것이 그 예시이다. 가마쿠라 시대에는 양부신토(両部神道)로 본지수적의 이론화가 이루어졌다. 한편, 신토측에서는 「신토가 주, 불교가 순」이라고 하는 반(反-)본지수적설이 주창되었다.
에도 시대에는 국학이라는 학문이 유행하면서 신도의 우위를 강조하는 사상이 확산되었다. 국학자들은 '신토가 우위'라고 설득하며 신토에서 불교적 요소를 제거하려고 했으며, 이후 메이지 유신으로 그들이 권력을 잡으면서 신불습합에 반하는 신불분리가 실시되었다.
일본에서는 신에 대한 신앙은 원래 소박한 토착신앙이자 공동체의 안녕을 기도하는 것이었다. 일본의 '신'은 특정의 씨족이나 마을과 연결되어 있어, 그 신앙은 본질적으로 매우 폐쇄적이었다. 그러나 보편종교인 불교의 전래는 일본의 전통적인 '신' 관념에 큰 영향을 미쳤다. 불교가 사회에 침투하는 과정에서 불교 이전의 진기신앙(神祇信仰)과의 융합이 시도되었다. 당대 일본의 왕가는 천황을 아마츠카미의 후손으로 하는 신화적 이데올로기를 채택하고, 도다이지 대불로 상징되는 불교에 의한 진호국가(鎮護国家) 사상이 함께 채용되는 등 나라 시대 이후부터 신불관계는 점차 긴밀해졌고, 헤이안 시대 무렵에는 신전독경, 진구지가 퍼졌다.
일본에 불교가 전래했을 때부터 일본 사람들에 의해 '신'과 '불'이 같은 존재라고 믿었다. 이러한 소박한 신불습관 관념은 이윽고 불교의 부처를 본체로 하는 본지수적설로서 이론화되었다. 또한 센고쿠 시대에는 천도사상에 의한 '모든 종교는 하나'로 하는 통일적 틀이 형성되어 되었다.
이와 달리 일본의 신불습합이 신토와 불교가 완전히 섞여 '하나의 새로운 종교'가 된 것이 아니라 부분적으로 합일하면서도 각각 독립성을 유지하려고 긴장관계가 유지되고 있다라는 측면도 있었다. 또한, 최근에는 신불습합 시대의 신불 격리 현상도 주목받고 있다. 예컨대, 궁중 제사나 이세 신궁에서는 불교의 관여가 제거되고 있던 점을 고려하면 진기신앙은 불교와 다른 종교 시스템으로서 자각되고 있었고 신불 관계가 모두 습합의 관념으로 파악되고 있었던 것은 아니었다. 신불습합은 불교가 우위에 서면서도 신기신앙이 불교에 흡수되어 버리는 것이 아니라 오히려 신기신앙이 불교를 매개로 하여 자립적인 신토를 형성해 나가는 것이었다.

## 역사

### 불교의 전래
불교가 일본에 전래되었을 당시, 부처는 이국(異国)의 신을 의미하는 '반신(蕃神)'으로, 일본 신들과 동일한 성질을 가진 존재로 인식되었다. 『일본서기』에 따르면, 일본에서 처음으로 출가하여 불상을 모신 인물은 비구니인 젠신니(善信尼)였는데, 여성인 무녀가 신들을 모시던 전통이 그대로 불교로 전이된 것이라고 해석되기도 한다. 또한, 사찰의 소실로 인한 동티라는 개념도 생겨났는데, 이는 본래 불교에 저주라는 개념이 없음을 고려할 때, 일본 신앙의 요소가 그대로 불교에 투영된 것으로 이해할 수 있다.

#### 불교 전래의 시작
552년(538년이라는 설도 있음), 백제에서 긴메이 천황에게 불상과 경전이 전해지며 불교가 공식적으로 전래되었다. 이를 일본에서는"불교 공전(仏教公伝)"이라고 한다. 긴메이 천황은 불상의 아름다움에 감동하여 신하들에게 불교에 귀의할 것인지 의견을 물었다. 이에 대해, 소가노 이나메(蘇我稲目)는 「서방 국가들은 모두 귀의하고 있으며, 일본만 이를 거스를 수 없다」며 불교를 수용할 것을 권장했다. 반면, 모노노베노 오코시(物部尾輿)와 나카토미노 카마타리(中臣鎌子)는 「일본에는 천지에 180의 신이 있으며, 반신(蕃神)을 섬기면 국토를 수호하는 신들의 분노를 살 것이다」라며 반대했다. 의견이 분분한 상황에서 긴메이 천황은 귀의를 단념했으나, 개인적인 숭배와 사찰 건립은 허용하였고, 귀의를 원했던 소가에게 불상을 하사하였다.
소가는 자신의 저택에 불상을 모시고 이를 사찰로 삼았으나, 이후 역병이 유행하자 모노노베 및 나카토미는 반신(蕃神)을 숭배한 소가의 행위가 국토의 신들의 분노를 초래했다고 천황에게 주청하였다. 이에 긴메이천황은 불상의 폐기와 사찰 소각을 묵인하였고, 모노노베와 나카토미는 사찰을 불태우고 불상을 난바의 호리에(堀江)에 버렸다.

#### 불교 수용을 둘러싼 갈등
이러한 종교적 갈등은 그들의 자손들에까지 이어졌다. 결국, 요메이 천황의 후계자를 둘러싼 분쟁에서 모노노베노 모리야(物部守屋)가 소가노 우마코(蘇我馬子)에 의해 패배하면서 마무리되었다. 이 분쟁에 쇼토쿠 태자(聖徳太子)가 소가씨에 가담하여 사천왕에게 승리를 기원했고, 기도가 이루어진 후 전투에서 승리한 것을 계기로 셋쓰국에 시텐노지(四天王寺)를 건립하였다. 이후 불교파가 세력을 확장하게 되었다.
귀족 간의 불교 수용에 대한 태도 차이는 그들의 역할과 관련이 있다. 모노노베씨와 나카토미씨는 조정의 종교적 업무인 신사(神事)를 담당하여 외래 종교에 부정적이었지만, 소가씨는 외교에 관여하며 불교의 수용에 적극적(숭불파)이었다고 전해진다.

### 진구지의 건립
우사 신궁(宇佐神宮)과 함께 한반도의 토속적인 불교의 영향을 받아 6세기 말 이미 주요 신궁에 진구지(神宮寺)를 건립한 것으로 알려져 있다. 이후 일본인들이 불교와 신토의 신을 별개의 성질로 이해하게 되면서, 불교의 부처(佛) 아래에 신토의 신을 미혹된 중생의 일종으로 위치시켜, 신들도 인간과 마찬가지로 고통에서 벗어나기 위해 부처의 구제를 구하며 해탈을 바란다는 일본 불교 특유의 인식이 생겨났다. 이를 신신이탈(神身離脱)이라 한다.
715년(레이키 원년), 에치젠국의 게히 대신(気比大神)의 신탁에 따라 진구지가 건립되었고, 나라 시대 초기에 국가 차원의 주요 신사에서 진구지를 건립하려는 움직임이 시작되었다. 만간 선사(満願) 등에 의해 가시마 신궁, 가모 신사, 이세 신궁 등에서도 경내외를 불문하고 진구지가 설립되었다. 이러한 신을 위한 신역 내의 사찰 및 불상 건립을 법락(法楽)이라고 한다.
나라 시대 후반에는, 이세국 구와나군(桑名郡)의 다도 대신(多度大神)이 신체를 버리고 불도의 수행을 하고 싶다는 신탁을 내린 것처럼, 진구지 건립의 움직임이 지방 신사로까지 확산되었다. 와카사국의 와카사히코 대신(若狭彦大神), 오미국의 오쿠츠시마 대신(奥津島大神) 등도 8세기 후반에서 9세기 초반에 걸쳐 불교에 귀의하려는 뜻을 나타내었다. 또한, 도지와 야쿠시지에서 볼 수 있듯 9세기에는 승형 하치만신(僧形八幡神)과 같이 신체가 보살의 형상을 취한 사례도 등장하였다. 이렇게 고통받는 신들을 구원하기 위해 신사 옆에 사찰이 건립되며 진구지가 되었다. 이후 신전 앞에서 독경이 이루어지게 되었고, 신체는 본래 불가시적인 존재로, 의지할 매개물을 통해 존재를 알 수 있었으나, 신상을 조각하여 신의 존재를 표현하는 방식이 정착되었다.
진구지나 신사에 속하여 신을 섬기고, 신 앞에서 불사를 행했던 승려들을 사승(社僧)이라고 불렀다. 사승의 권위는 때로는 신직(神職)을 능가하기도 하였다. 사승에는 별당(別当)이나 검교(検校)와 같은 계층이 있었다.

#### 진구지 건립의 배경과 의미
이러한 신들의 불교 귀의 신탁은, 해당 신들을 모셨던 유력 호족들의 바람이 반영된 것이라 여겨진다. 율령제가 도입되면서 사회구조가 변화하고, 호족들은 단순한 공동체의 우두머리에서 사유지를 가진 영주적인 성격을 띠게 되었다. 이로 인해 공동체적 제사에 기반한 기존의 신토 신앙은 한계를 드러냈고, 사유재산과 관련된 죄책감을 자각한 호족들에게 새로운 정신적 지주가 필요하게 되었다. 대승불교는 이타행(利他行)을 통해 죄의 구원을 얻는 교리 구조를 가지고 있어, 이러한 점이 호족들에게 받아들여진 것으로 보인다. 이 과정에서 잡밀(雑密)을 익힌 유행승들이 진구지 건립을 권장한 것으로 추정된다. 밀교는 아직 체계화되지 않았으나, 주술적 수행과 기적을 중시하며 세속적 부의 축적과 번영을 긍정하는 성격이 신토 신앙과 융합되기 쉬웠고, 호족들의 부하들에게도 받아들여지기 용이했다고 여겨진다.

#### 세금 회피와 불교 귀의
「신들이 부처에게 귀의하고 싶다는 신탁을 내렸다」는 주장이 각 신사에서 제기된 것은, 율령제의 과중한 세금에서 벗어나고자 했기 때문이라는 지적도 있다. 당시 민중들이 자발적으로 승려나 우바새(優婆塞)가 되는 사례가 빈번했으며, 이는 신토 역시 착취 대상이었던 반면, 불교 승려는 예외였다는 점이 원인으로 지목된다. 후대의 신노(神奴)도 세금이 면제된 사례가 이를 뒷받침한다.

### 호법선신설(護法善神說)의 발생
이처럼 신사가 사찰과 가까워지는 한편, 사찰 역시 신사에 접근하는 양상을 보였다. 8세기 후반에는 사찰과 관련된 신을 사찰의 수호신, 즉 진수신(鎮守神)으로 삼는 관습이 생겼으며, 이를 기리기 위해 사찰 내에 진수사(鎮守社)가 건립되었다. 이러한 예로는 710년(와도 3년)에 고후쿠지(興福寺) 내에 건립된 가스가타이샤(春日大社)가 가장 초기 사례로 꼽힌다. 또한, 도다이지(東大寺)는 대불 건립에 협력한 우사 하치만신(宇佐八幡神)을 모셔와 진수로 삼았으며, 이것이 오늘날의 다무케야마 하치만구(手向山八幡宮)가 되었다.
다른 고대 유력 사찰들을 살펴보면, 엔랴쿠지(延暦寺)는 히요시타이샤(日吉大社)를, 곤고부지(金剛峯寺)는 니우츠히메 신사(丹生神社)를, 도지(東寺)는 후시미 이나리타이샤(伏見稲荷大社)를 각각 수호신으로 삼았다. 이러한 방식으로, 불교에 적대하는 대신 불법(佛法)을 수호하는 선신으로 불교 체계에 흡수된 토착 신들을 호법선신(護法善神)이라고 부른다.

#### 신과 불교의 관계: 신불혼효
이 단계에서 신과 불은 동일한 신앙 체계 안에 존재했으나, 여전히 서로 다른 존재로 인식되었으며, 아직 동일한 존재로 보는 경지에는 이르지 않았다. 따라서 후대의 신불습합(神仏習合)과 구별하여, 이 단계를 신불혼효(神仏混淆)라고 부른다. 수많은 신사에 진구지가 건립되고, 사찰 근처에 신사가 세워졌으나 이는 기존의 신토 신앙을 억압하려는 것이 아니라, 신토 신앙과 불교 신앙이 서로를 보완하는 형태로 발전하였다. 이러한 조화로운 관계는 당시의 사회적·종교적 조류를 반영한 중요한 특징으로 평가된다.

### 신불습합과 분리
나라 시대까지 신신이탈설(神身離脱説)이나 호법선신설과 같은 형태로 신불습합(神仏習合)과 유사한 관념이 형성되었으나, 한편으로는 신사 의식에서 불교를 금기로 여기는 의식도 나라 시대 후기에서 헤이안 시대 초기까지 조정과 신궁에서 확립되었다.
『정관식(貞観式)』과 『의식(儀式)』의 규정에 따르면, 대사(大祀)인 천좌대상제(践祚大嘗祭)에서는, 금기 기간 동안 중앙 및 다섯 기나이(五畿内)의 관청이 불사를 행하는 것을 금지하였다. 또한 중사(中祀) 및 소사(小祀)에서는 승려의 궁내 출입을 금지하고 불사를 중지하도록 하였다. 헤이안 중기 이후에는 신상제(新嘗祭), 월차제(月次祭), 신상제(神嘗祭) 등 천황이 스스로 재계(斎戒)를 행하는 제사에서, 재계 기간 중에는 궁중에서의 불사가 중단되었고, 제사에 봉사하는 관인들도 불법(仏法)을 피하도록 하였다. 이러한 궁중 제사에서의 불법 금기 제도는 근세까지 이어졌다.

#### 이세신궁에서의 불법 금기
이세신궁에서도 불법 금기가 시행되었다. 엔랴쿠 23년에 작성된 『황대신궁의식장(皇大神宮儀式帳)』에는, 불교 용어를 금기시하여, 불(佛)을 중자(中子), 경(経)을 염지(染紙) 등으로 바꾸어 표현하는 기사(忌詞) 제도가 규정되었다. 이러한 기사 제도는 재궁(斎宮)에서도 동일하게 시행되었다. 또한, 이세신궁에서는 승려와 비구니가 정궁(正宮)까지 접근하는 것이 금지되었으며, 이들을 위한 원격 참배소가 내궁(内宮)에서는 카지히노미노스야(風日祈宮) 다리 부근에, 외궁(外宮)에서는 다가노미야(多賀宮) 부근에 설치되었고, 승려와 비구니는 그곳까지만 접근이 허용되었다. 『태신궁제잡사기(太神宮諸雑事記)』에 따르면, 이세신궁의 진구지였던 「대진구지(大神宮寺)」도 776년(호키 7년)에 폐사되었다고 기록되어 있다. 이처럼 조정과 신궁에서는 제사 의례에 있어 신과 불이 서로 독립된 체계로 존재했으며, 이를 통해 신불이 분리된 상태에서 각각의 역할을 수행하였음을 알 수 있다.

### 대승밀교에 의한 계열화
진구지는 잡밀계(雑密系) 경전을 중심으로 활동하며 지역 호족층의 지원을 받아 기반을 강화하고 있었다. 그러나 이러한 상황은 호족층의 신토 신앙 이탈을 촉진시켰으며, 신토 신앙의 초봉(初穂) 의례에서 유래한 조세(租)의 징수나 신토 신앙을 통한 국가에 대한 구심력 약화가 우려되는 사태를 초래했다. 한편, 율령제의 변화와 함께 대사찰들이 소령(所領) 확대를 도모하는 움직임이 시작되었으며, 지방의 진구지들도 이에 대응하여 대사찰의 별원(別院)으로 인정받고자 하는 경향을 보이게 되었다.
조정은 국가 수호를 목적으로 하는 대사찰의 계열로 진구지를 편입시킴으로써, 지방 진구지에 대한 구심력을 유지할 수 있었다. 이러한 과정에서 신토 신앙과 융합되기 쉬운 주술적 요소를 가지며 국가적 보편성과 추상성을 갖춘 교의를 통해 지방 진구지의 마음을 사로잡은 것이 구카이(空海)가 전파한 진언종이었다. 이와 동시에 이러한 요구를 수용하기 위해 천태종(天台宗)도 엔닌(円仁)과 엔친(円珍)에 의해 밀교를 적극적으로 받아들이며 발전을 도모했다. 나라 시대부터 발달한 수험도(修験道) 또한 진언종과 천태종의 밀교적 영향을 받으면서 신불습합(神仏習合)과 깊은 관련을 유지하였으며, 독자적인 발전을 이루었다.
이와 같이, 진구지는 대승밀교를 통해 체계화되어 갔으며, 국가와 호족, 사찰 간의 상호작용 속에서 신토와 불교의 융합과 발전을 이루는 중요한 장으로 기능하였다.

### 구마노 신앙
본지수적설(本地垂迹説)에 의해 보편성을 획득하는 데 선도적 역할을 한 신들은, 일찍이 불교와 깊은 관계를 맺었던 하치만신(八幡神), 히에신(日吉神), 구마노신(熊野神) 등이었다. 특히 구마노의 신들은 수험도와 결합되었고, 황실과 귀족들의 귀의를 받아 원정기(院政期) 이후 구마노 신앙이 전국으로 확산되었다. 구마노는 혼구(本宮), 신구(新宮), 나치(那智)의 구마노 삼사(熊野三社)로 구성되었다. 이 중 구마노 혼구의 혼지불(本地佛)인 아미타여래는 헤이안 말기 이후 아미타불에 의한 구원의 바람에 부응하며 대중의 신앙을 모았다. 이로써 구마노는 일대 영지로 번영하였으며, 「개미 떼의 구마노 참배(蟻の熊野詣)」라고 표현할 정도로 많은 이들이 몰려들었다. 이 시기에 정토 신앙을 받든 잇펜(一遍)도 구마노를 참배하며 신탁을 받고 시종(時宗)의 교화에 나섰다.

#### 구마노 신앙의 특징과 확산
구마노 신앙의 흥성은 고대적 가치관의 해체를 나타내기도 하며, 그 특성 중 하나인 고행은 신령한 영험을 높이는 수단이 되었다. 이는 현세적이고 신체적인 차원을 초월하여 고차원의 정신적 경지로 나아가려는 지향을 낳았다. 이러한 영험을 바탕으로 구마노는 「일본 제일의 대영험처(日本第一大霊験所)」라 불리며 그 신격의 존귀성을 강조했다. 이와 더불어, 구마노 신앙은 '이세·구마노 동일론'과 같은 사상이 등장하게 하였으며, 이는 신들이 서로의 영험을 경쟁하는 구도를 형성하기도 했다.

### 원령 신앙
동티(祟り)란 신의 의사를 표현하는 방식으로 여겨졌으며, 인간의 혼 일부가 신에 비견되는 저주를 행한다는 생각은 나라 시대부터 나타났다. 이를 「어령신앙(御霊信仰)」이라 한다. 어령 신앙은 정치적 투쟁에서 패배하여 처형된 사람의 혼이 역병 등 저주를 일으킨다고 믿고, 그 영혼을 달래고자 했던 신앙으로, 원령 신앙의 한 형태로 간주된다. 어령 신앙은 사람을 신으로 모시는 인신 신앙(人神信仰)의 시초이며, 동시에 유령에 대한 신앙의 시작으로 볼 수 있다. 밀교의 흥기는 왕권의 상대화를 가져왔으며, 후지와라씨의 세력 확장과 구 귀족 세력의 몰락이 맞물려, 정치적 투쟁에서 패배한 자들의 혼을 앞세워 왕권에 대한 불만과 반발을 정당화하는 원령 신앙이 번성하게 되었다. 이러한 원령 신앙은 헤이안 시대 전기에 어령회(御霊会)의 유행을 불러일으켰다. 이는 역병을 역신의 소행으로 간주하는 민간의 역신(疫神) 신앙과 결합되어, 이를 달래기 위한 의식으로 어령회가 개최되었다.
헤이안 시대 원령 신앙의 대표적 사례는 스가와라노 미치자네(菅原道真)가 있다. 스가와라 미치자네의 혼은 처음에는 두려운 원령으로 여겨졌으나, 그가 학문과 시문학으로 유명했던 점이 부각되면서 후에 학문과 시가의 신으로 숭배되었고, 천신 신앙(天神信仰)으로 변화하였다. 이러한 변화는 밀교의 논리에 따라 미치자네가 천부(天部)로 자리 잡으며, 저주의 대상이었던 존재가 선신(善神), 즉 호법선신(護法善神)으로 변모한 사례이다.
다이라노 마사카도(平将門)의 신황(新皇) 즉위는 이러한 원령 신앙과 불교적 영향의 대표적 사례이다. 이 신황 즉위는 신불습합의 신이자 천황가의 조상신인 하치만신(八幡神)이 그 지위를 부여하고, 스가와라 미치자네가 그 직책을 문서화하여 이루어졌다고 보는 믿음이 있었다. 또한, 신기 신앙의 무녀가 불교 음악에 의한 즉위 의식을 신탁으로 제안한 사례로, 이는 왕권의 상대화를 정당화하는 수단으로서의 불교적 요소가 뚜렷하게 나타난다.
어령 신앙과 역신 신앙의 융합은 고즈덴노(牛頭天王) 신앙으로 이어졌다. 교토에서는 어령회의 전통이 이어지며, 기온고료에(祇園御霊会)가 정례화되었고, 이를 기반으로 기온 천신당(祇王天神堂)이 창건되었다. 이것이 현재의 야사카 신사(八坂神社)가 되었으며, 기온 오령회는 기온마츠리(祇園祭)로 발전하였다.
교토의 기타노 텐만구(北野天満宮)의 기타노고료에(北野御霊会)는 오닌의 난 이후 중단되었으나, 2021년 코로나19 팬데믹의 종식을 기원하기 위해 기타노 텐만구의 신직과 히에이산 엔랴쿠지의 승려들이 합동으로 거행하며 다시 열렸다.

### 신토의 새로운 정결법 출현
이와 같이 주술적 신앙을 추구하는 대중에 대한 불교 측의 침투에 대응하여, 신토 신앙 측에서도 이론적 무장을 시도하는 움직임이 나타났다. 신토 신앙에서는 본래 그리 두드러지지 않았던 이분법적 사고가 발달하여, 정결(浄)과 더러움(ケガレ)의 이분화가 강조되었다. 이러한 변화로 인해, 9세기에서 10세기에 이르는 동안, 기존에는 하라이(祓い, 액막이)로 해결되었던 더러움의 제거 방식이 음양도(陰陽道)의 영향을 받아 모노이미(物忌み) 중심으로 변모한 것이 확인된다.
이러한 신토 신앙의 논리 강화는 불교의 침식을 방어하는 동시에, 불교와의 공생을 가능하게 했다. 10세기 말에는 정토 사상(浄土思想)에도 신토 신앙의 더러움 개념의 영향을 받은 흔적이 나타난다. 예를 들어, 『왕생요집(往生要集)』과 같은 저술에서는 본래의 불교적 정과 오염(浄穢) 개념을 이해하는 수단으로, 신토 신앙의 더러움을 활용한 논리가 포함되어 있다.

### 본지수적설
본지수적은 진구지 창건을 거치며 신불습합이 진전된 결과로, 10세기경 성립되었다. 이는 부처와 보살이 중생을 구제하기 위해 신(神)의 모습으로 임시로 나타난다는 개념이다.
혼지수적설은 더러움을 기피하는 신토 신앙에 대하여, 더러움에서 근본적으로 벗어날 방법을 제시할 수 있는 불교의 우위를 바탕으로 확산된 정토사상(浄土思想)과 관련이 깊다. 이는 불교가 신토 신앙을 포섭하려는 움직임으로 이해할 수 있다. 혼지수적설은 절대적 존재로서의 불·보살과 그 화신으로서의 신을 설정함으로써, 신과 불의 조화를 이론적으로 뒷받침했다.
이러한 불교 우위의 사고방식은 특히 더러움과 일상적으로 접촉하는 사무라이 계층의 마음을 사로잡았으며, 이후 하치만신 신앙과 천신 신앙(天神信仰)의 흥기를 촉진했다.
하치만신(八幡神)은 신과 불의 역사에서 중요한 역할을 담당한 신으로, 역사적으로는 규슈 부젠국 우사 지역에서 나라 시대에 등장했다. 하치만신은 794년 헤이안쿄(平安京) 천도 시 이와시미즈 하치만구(石清水八幡宮)로 모셔졌으며, 오진 천황과 동일시되며 또한 아마테라스 오미카미(天照大神)와 함께 일본 황실의 시조신으로 간주되었다. 747년 도다이지(東大寺) 대불 건립 사업에서는, 신들을 대표하여 참여하기 위해 상경한 것으로 여겨진다. 하치만신은 '보살(菩薩)'이라 칭한 최초의 신으로, 메이지 유신 이전까지 "하치만대보살(八幡大菩薩)"로 불렸다.
가마쿠라 시대에 이르러, 혼지수적설을 기반으로 한 양부신도(両部神道)와 산노신도(山王神道)가 발전했다. 이들은 나카토오미오하라에(中臣祓詞)의 불교적 해석이나 일본 신화에 등장하는 신과 신사의 제신(祭神)을 불교적으로 설명하려는 시도를 활발히 전개하였다. 이러한 현상을 「중세 일본기(中世日本紀)」로 불리며, 중세 일본 불교사에서 중요한 위치를 차지한다.
불교의 천신들도 본래 힌두교의 신에서 기원했듯이, 인도에서 발생한 불교는 다른 나라로 전파되는 과정에서 그 지역의 토착 신이나 역사적 인물을 불·보살의 화신으로 포섭하여 뿌리를 내렸다. 이러한 특성은 일본뿐만 아니라 중국에서도 관찰되며, 불교가 신불습합(神仏習合)을 촉진한 중요한 원인 중 하나로 작용했다.

### 신본불적
가마쿠라 시대 말기에서 남북조 시대에 이르면서, 승려들에 의해 제창된 신도설(神道説)에 대한 반발로, 신(神)이야말로 본체이고 불(仏)은 임시의 모습에 불과하다는 신본불적설(神本仏迹說)이 등장하였다. 이 설은 이세신도(伊勢神道)와 유일신도(唯一神道)에서 주창되었으며, 에도 시대에는 유학의 이론에 의해 두 흐름을 통합한 수가신도(垂加神道)가 탄생하였다. 이러한 흐름은 신토 신앙의 주류 교의로 자리 잡아 신토 교의의 확립에 기여하였다.
신본불적설은 신불습합(神仏習合)에 대한 새로운 해석을 제시하며, 신토의 독자성을 강조하였다. 그러나, 신불습합의 사상 자체는 메이지 시대에 이르러 신불분리령(神仏分離)이 시행될 때까지 쇠퇴하지 않고 지속되었다. 현대에 이르러서도, 일본인의 정신적 구조에 신불습합의 영향이 남아 있다. 예를 들어, 불교 사찰의 묘지에서 묘비와 이타토바(板塔婆)가 각각 돌과 나무로 만들어지는 것을, 신사의 이와쿠라(磐座)와 신리(神籬)의 영향으로 해석하는 견해가 있다.

### 천도사상(天道思想)
천도사상(天道思想)은 일본의 센고쿠 시대(戦国時代)에 대두된 중요한 종교·철학적 개념으로, 이 시기는 현재 일본 사회의 원형이 형성된 가장 중요한 시대로 평가된다. 전국시대에는 신불습합(神仏習合)과 함께 천도사상이 전쟁 무장들 사이에 퍼졌으며, 이는 천운(天運)과 천명(天命)을 주재하는 것으로 인식되었다. 천도사상은 불교·유교·신도의 요소를 융합하여 「모든 종파는 하나」라는 공통된 틀을 형성하였고, 사무라이 계층에서부터 일반 백성들에 이르기까지 광범위하게 확산되며 일본인의 종교적 심성에 깊이 자리 잡았다.
천도라는 개념은 중국의 유교 도덕의 영향을 받아 일본에 전파되었다고 하며, 고대 문헌인 『일본서기(日本書紀)』와 『곤자쿠 이야기집(今昔物語集)』에서도 그 흔적을 찾을 수 있다. 천도는 고대 중국의 『주역(周易)』과 『상서(尚書)』에서 비롯된 개념으로, 자연의 이치 또는 하늘(天)의 의지를 나타내는 말이었다.
일본에서는 여기에 더해, 천도가 인간의 운명을 좌우한다고 믿었으며, 이는 신불(神仏)의 가호와 동등하게 간주되었다. 천도에 적합하려면 세속적 도덕을 준수하고 내면적 윤리를 중시해야 하며, 인간의 참된 마음이 천도의 이치에 부합해야 한다고 여겨졌다. 센고쿠 시대의 무장들은 천도에 반하는 행동이 벌을 초래한다고 믿었으며, 신불에 대한 맹세를 어기거나 세속적 도덕을 위반하면 천도로부터 버림받는다고 여겼다. 대표적인 사례로 오다 노부나가(織田信長), 도요토미 히데요시(豊臣秀吉), 그리고 도쿠가와 막부(德川幕府)도 천도사상을 기반으로 행동했다고 전해진다.
천도사상의 확산에는 오산 선림(五山禅林)을 중심으로 한 제교일치(諸教一致) 사조가 중요한 배경으로 작용했다. 오산의 선승들은 선학(禅学)을 중심으로 하면서도 다른 사상에 관심을 보였으며, 이를 뒷받침한 것이 유·불·도 삼교일치(儒仏道三教一致) 사상이었다. 이는 중국의 선림 사상이 일본에 유입된 것으로, 일본에서는 도교(道教)를 신도(神道)로 대체하면서 신·유·불 일치(神儒仏一致) 사상으로 받아들여졌다.
천도사상이 자리 잡은 일본에서는 각 종파·교단이 자신들의 신불(神仏)을 모시며 공존하는 것이 천도의 이치에 부합한다고 여겨졌다. 이 시기 일본은 '일본교'라고 부를 만한 공통된 종교적 심성을 길렀으며, 겉으로는 교의와 행동 양식이 다른 것처럼 보이는 종파들도 동일한 사상적 틀 안에서 공존했다. 이는 상하 구분 없이 「정교분리(政教分離)」적 원칙을 공유하며 활동하는 종교관을 형성하였다.
천도사상은 근세 이후에도 지속되며, 개인 윤리와 도덕을 보장하는 역할을 하였다. 동시에 태양신앙과 결합되어 「오텐토상(おてんとさん)」으로 불리며 태양 숭배의 일부로 자리 잡았다. 비록 천도사상은 메이지 유신 이후 쇠퇴하였으나, 「천도님 앞에 얼굴을 들 수 없다(お天道様に顔向けができない)」와 같은 속담에서 그 흔적을 엿볼 수 있다.

## 같이 보기
- 본지수적
- 곤겐
- 신불분리
- 폐불훼석

## 참고 문헌
- 伊藤聡 (2012). 《神道とは何か》. 中公新書. 中央公論新社. ISBN 978-4-12-102158-8.
- 高橋美由紀 執筆分 (2005). 《概説 日本思想史》. ミネルヴァ書房. ISBN 4-623-04303-7.
- 逵日出典 (1986). 《神仏習合》. 臨川書店. ISBN 4-653-02528-2.
- 義江彰夫 (1996). 《神仏習合》. 岩波新書 新赤版 453. 岩波書店. doi:10.11501/4424487. ISBN 9784004304531. 일본 전국 서지 번호 : 97015164.
- 神田千里 (2010). 《宗教で読む戦国時代》. 講談社選書メチエ. 講談社. ISBN 978-4-06-258459-3.
- 末木文美士 (2003). 《中世の神と仏》. 日本史リブレット 32. 山川出版社. ISBN 9784634543201. 일본 전국 서지 번호 : 20413066.